# Paraselenca hispida
Paraselenca hispida is een hooiwagen uit de familie Assamiidae.